# Bashiru Gambo
Bashiru Gambo (Kumasi, Ghana, 24 de septiembre de 1978) es un exfutbolista ghanés, que se desempeñaba como delantero y su último equipo fue el VfR Mannheim de la Oberliga Baden-Württemberg de Alemania.

## Trayectoria
Pese a haber nacido en Kumasi, en su país natal Ghana, Gambo ha desarrollado gran parte de su carrera futbolística en Alemania, a excepción de la temporada 2004/05, ya que en esa temporada, Gambo jugó en Marruecos.

## Selección nacional
Ha sido internacional con la Selección de fútbol de Ghana, tanto en las menores como en la adulta; donde sumando ambas categorías, ha jugado 16 partidos internacionales y anotó 2 goles por dicho seleccionado.

## Clubes
| Club                | País      | Año         |
| ------------------- | --------- | ----------- |
| King Faisal Babes   | Ghana     | 1992        |
| Borussia Dortmund   | Alemania  | 1992 - 2002 |
| SSV Reutlingen      | Alemania  | 2002 - 2003 |
| Karlsruher SC       | Alemania  | 2003 - 2004 |
| Wydad de Casablanca | Marruecos | 2004 - 2005 |
| Stuttgarter Kickers | Alemania  | 2005 - 2009 |
| FC Erzgebirge Aue   | Alemania  | 2009 - 2010 |
| SSV Jahn Regensburg | Alemania  | 2011        |
| VfR Mannheim        | Alemania  | 2011 - 2012 |